# دنیل هس
دنیل آر.هس (به انگلیسی: Daniel R. Hesse) (متولد ۱۹۵۳) مدیر عامل اجرایی اسپرینت نکستل است. 